# Закъсняващ потенциал
Закъсняващ потенциàл в електродинамиката е електромагнитен потенциал на електромагнитното поле, генерирано от променлив електрически ток във времето или разпределение на заряда в миналото. Eлектричните заряди изпитват промяна в позицията със закъснение във времето, необходимо на електромагнитното поле да преодолее разстоянието между зарядите. Полетата се разпространяват със скоростта на светлината {\displaystyle c}, така че забавянето на полетата, свързващо причината и следствието съответно в по-ранни и по-късни времена, се дължи на това, че на сигнала е необходимо крайно време, за да се разпространи от точка в разпределението на заряда или тока (точката на причината) до друга точка в пространството (в която се измерва ефектът), показани на фигурата. 
Следователно промяната в позицията на електрическия заряд в една точка на пространството ще се усети в друга точка на пространството със закъснение, необходимо на полето да преодолее разстоянието между тях. Например, светлината от звездите се вижда не такава, каквато е сега, а такава, каквато е била преди много милиони години.
Основните уравнения на електродинамиката, които са инвариантни по отношение на трансформациите на Лоренц, вземат предвид това физическо явление, но законът на Кулон е валиден само за неподвижен заряд. За движещ се заряд той има подобен вид, с изключение на това, че големината на полето, създадено от заряда, се определя от неговата позиция в предишния момент от времето.

## Математическа формулировка
Математически, потенциалът {\displaystyle \,u(x,t)} е решението на уравнението на нехомогенната вълна (следващо от уравненията на Максуел) в три пространствени измерения
{\displaystyle {\frac {1}{c^{2}}}\,{\frac {\partial ^{2}u}{\partial t^{2}}}-\sum _{i=1}^{3}\left({\frac {\partial ^{2}u}{\partial x_{i}^{2}}}\right)={\frac {1}{c^{2}}}\,{\frac {\partial ^{2}u}{\partial t^{2}}}-\Delta u=v(t,x_{1},x_{2},x_{3})\,.}
където от дясната страна има изходен термин {\displaystyle \,v(t,\mathbf {x} )}. Решението
{\displaystyle u_{\text{retard}}(t,\mathbf {x} )={\frac {1}{4\pi }}\int \!\mathrm {d} ^{3}y\,{\frac {v\left(t-{\frac {|\mathbf {x} -\mathbf {y} |}{c}},\mathbf {y} \right)}{|\mathbf {x} -\mathbf {y} |}}}
се нарича закъсняващ или забавен потенциал. На място {\displaystyle \mathbf {x} } в момент {\displaystyle t} зависи той само от нехомогенността {\displaystyle v} на обратния светлинен конус на {\displaystyle \mathbf {x} }. Нехомогенността засяга оттвора късно (оттук и името) със скоростта на светлината.
Решението
{\displaystyle u_{\text{avanc}}(t,\mathbf {x} )={\frac {1}{4\pi }}\int \!\mathrm {d} ^{3}y\,{\frac {v\left(t+{\frac {|\mathbf {x} -\mathbf {y} |}{c}},\mathbf {y} \right)}{|\mathbf {x} -\mathbf {y} |}}}
означава съответно напреднал потенциал. Това описва област, която поглъща съществуващо поле.
По този начин излъчването и поглъщането на полетата могат да бъдат описани със забавен и напреднал потенциал.

## Закъсняващи потенциали в електродинамиката
Използване на калибрирането на Лоренц 
{\displaystyle {\frac {1}{c}}{\frac {\partial \varphi }{\partial t}}+{\text{div}}\,\mathbf {A} =0},
където {\displaystyle \varphi \,}  е скаларният потенциал на електрическото поле, {\displaystyle \mathbf {A} }  е магнитният векторният потенциал, {\displaystyle c} е скоростта на светлината, уравненията на Максуел за потенциалите са записани във формата
{\displaystyle \Delta \mathbf {A} -{\frac {1}{c^{2}}}{\frac {\partial ^{2}\mathbf {A} }{\partial t^{2}}}=-{\frac {4\pi }{c}}\mathbf {J} },
{\displaystyle \Delta \varphi -{\frac {1}{c^{2}}}{\frac {\partial ^{2}\varphi }{\partial t^{2}}}=-4\pi \rho },
където {\displaystyle \mathbf {J} }  е плътността на тока, {\displaystyle \rho \,}  е обемната плътност на заряда.
Решенията на тези уравнения имат формата
{\displaystyle \varphi =\int {\frac {\rho _{(t-R/c)}}{R}}dV}
{\displaystyle \mathbf {A} ={\frac {1}{c}}\int {\frac {\mathbf {J} _{(t-R/c)}}{R}}dV},
където {\displaystyle R} е разстоянието от заряда, който създава полето до точката на наблюдение, а интегрирането се извършва в пространството, където има електрически заряди.

## Значение
Светлината се движи с много висока скорост, така че зкъснението във времето, с което полето се забавя, е много малко при земни условия. Въпреки това, ако промяната в позицията на зарядите се случи бързо, тогава ефектът на забавяне може да бъде от голямо значение. Зарядите се движат бързо под въздействието на електромагнитни вълнови полета. Ако периодът на електромагнитната вълна е много по-дълъг от времето на забавяне, тогава ефектът на забавяне може да бъде пренебрегнат. В този случай уравненията на електродинамиката се опростяват с помощта на така нареченото квазистатично приближение. За електромагнитни вълни с висока честота (кратък период) забавянето не може да бъде пренебрегнато. По отношение на дължината на вълната, забавянето е важно, когато дължината на електромагнитната вълна е по-малка от характерните размери на физическите тела. Ако дължината на вълната е по-голяма от размера на телата, които я разпръскват, забавянето може да се пренебрегне.